# La Ferroviaria Italiana
LFI Group SpA (La Ferroviaria Italiana) mit Sitz in Arezzo ist ein italienisches Transportunternehmen. Bedeutendste Tochter der Unternehmensgruppe ist Trasporto Ferroviario Toscano (TFT), ein regionales Eisenbahnverkehrsunternehmen.

## Hintergrund
Die heutige LFI-Gruppe entstand 2005 durch Aufspaltung in TFT (Eisenbahnverkehrsunternehmen) und dem Infrastrukturbetreiber Rete Ferroviaria Toscana SpA (RFT), der Betreiber und Besitzer zweier normalspurigen Bahnstrecken in Mittelitalien ist. LFI betreibt außerdem eine Reihe von Buslinien (mit ca. 150 Bussen).
Im Dezember 2002 verkauften die beiden Gesellschafter, die Provinzen Arezzo und Siena, 30 % der Anteile an eine Gruppe von Unternehmen, darunter RATP in Paris, ATAF Florenz, TRAIN Siena. Angesichts der nicht stimmberechtigten Anteile besitzt die RATP de facto Kontrolle mit ca. 30 % der Stimmen.

### Streckennetz der RFT
Die von RFT betriebenen Strecken führen ausgehend von Arezzo, wo sich das Depot der Bahngesellschaft befindet, nach Stia und Sinalunga. Die Strecke nach Stia wurde 1888 erbaut und hat eine Länge von 44 km. Die Strecke nach Sinalunga entstand im Jahr 1930 und ist 40 km lang. Beide Strecken sind mit der in Italien üblichen Spannung von 3000 V Gleichspannung elektrifiziert, beide sind heute deren hundertprozentige Töchter.

### Eisenbahnbetrieb der TFT
TFT betreibt Personen- und Güterverkehr auf zwei normalspurigen Bahnstrecken in Mittelitalien. Diese führen ausgehend von Arezzo, wo sich das Depot der Bahngesellschaft befindet, nach Stia und Sinalunga. 2006 beförderte die TFT auf beiden Strecken insgesamt 1,18 Millionen Passagiere.
Seit 14. März 2001 verfügt die TFT ferner über die Zulassung als öffentliches Eisenbahnverkehrsunternehmen für Personen- und Güterverkehr auf dem Netz des staatlichen Infrastrukturbetreibers Rete Ferroviaria Italiana (RFI) und eine am 31. Januar 2005 erstmals erteilte und zuletzt am 22. November 2007 erweiterte Sicherheitsbescheinigung zum Befahren von RFI-Strecken zwischen den Eckpunkten Livorno, Pisa, Bologna und Chiusi. 2008 wurden im Güterverkehr 8172 Zugkilometer auf RFI-Strecken erbracht.

## Wagenmaterial
Im Jahr 2013 wurde ab Februar auf der Strecke nach Arezzo ein Triebzug FS ATR 365, der für den Einsatz auf Sardinien bestimmt ist, Testfahrten unterzogen.
Stand 2022 besteht der Fuhrpark von TFT aus drei Triebzügen Jazz (Zug), vier Triebzügen ETT, drei Zügen FS ALe 801 und ALe 940 und zwei Dieselloks D.341.